# Фано, Уго
У́го Фа́но (итал. Ugo Fano; 28 июля 1912, Турин — 13 февраля 2001, Чикаго) — американский физик-теоретик итальянского происхождения, член Национальной академии наук США (1976). Научные работы Фано посвящены атомной и ядерной физике, спектроскопии, радиационной биологии и генетике. Ему принадлежит ряд крупных достижений в области теории взаимодействия электромагнитного излучения и заряженных частиц с веществом, с его именем связано возникновение таких понятий, как резонанс Фано, эффект Фано, механизм Фано — Лихтена, фактор Фано.

## Биография
Уго Фано родился в Турине в богатой еврейской семье. Он был назван в честь деда, который сражался на войне за объединение Италии в армии Джузеппе Гарибальди. Отец, Джино Фано, был профессором геометрии Туринского университета. Мать, Роза Кассин (Rosa Cassin), происходила из семьи инженеров и была талантливой художницей и музыкантом. Брат Уго, Роберт Фано, впоследствии также стал известным учёным, специалистом в области теории информации. Уго был болезненным ребёнком и первые три класса учился дома. В двенадцатилетнем возрасте он увлёкся ездой на велосипеде, что позволило ему укрепить здоровье. Позже он активно занимался туризмом и альпинизмом, много времени проводил в горах вблизи виллы (Villa Fano), купленной дедом много лет назад в окрестностях Вероны. С четвёртого класса Уго учился в школе, где многие преподаватели были священниками. Семейная обстановка способствовала интересу к науке и технике; например, в 12 лет он узнал от отца о боровской модели атома. Среди школьных друзей Уго был Сальвадор Лурия, будущий знаменитый микробиолог и нобелевский лауреат.
Когда Фано учился в Туринском университете, его старший кузен Джулио Рака убедил его заняться физикой и познакомил с Энрико Персико, под руководством которого в 1934 году Уго защитил докторскую диссертацию по математике. После этого Персико устроил его на работу в группу Энрико Ферми, и Фано переехал в Рим, где его непосредственным наставником стал Эдоардо Амальди. В следующем году Фано посетил Гёттинген и Копенгаген, где познакомился с такими крупными учёными, как Нильс Бор, Арнольд Зоммерфельд, Эдвард Теллер и Георгий Гамов. В 1936 году молодой физик отправился на два года в Лейпцигский университет, где работал под руководством Вернера Гейзенберга над некоторыми вопросами теории атомного ядра. По возвращении он некоторое время трудился в Риме преподавателем, однако активизировавшиеся в Италии гонения против евреев вынудили Уго и его невесту Камиллу (Лиллу) Латтес (Lilla Lattes) принять решение об эмиграции. В феврале 1939 года они спешно приняли крещение и были обвенчаны католическим священником, после чего Лилла отправилась в Аргентину, тогда как Уго сначала заехал в Париж, а затем присоединился к ней. Там они смогли получить американские визы и в июне 1939 года прибыли в Нью-Йорк.
В США Фано поначалу работал в Вашингтонском институте биофизики, а вскоре переехал в лабораторию Института Карнеги, расположенную в Колд-Спринг-Харбор. Уго вошёл в группу Милислава Демереца и занимался в основном радиобиологией. Его интерес к вопросам биофизики и генетики восходил к семинару Паскуаля Йордана, прошедшему в Риме в 1938 году. Фано также много общался с Максом Дельбрюком и, в частности, познакомил того с Сальвадором Лурией (они впоследствии разделили Нобелевскую премию). Вступление Соединенных Штатов во Вторую мировую войну внесло новые изменения в жизнь учёного. Поскольку его жена была беременна, он был освобождён от призыва, однако затем перешёл на работу в Баллистическую лабораторию, расположенную на Абердинском испытательном полигоне в штате Мэриленд. Здесь Фано занимался проблемами эффективности вооружений и составлял инструкции для ВВС по выбору лучшего оружия для конкретных целей. Вскоре жена с новорожденной дочерью Мэри присоединилась к нему в Абердине. В 1945 году учёный получил американское гражданство.
После окончания войны Фано на год покинул Колд-Спринг-Харбор, чтобы поработать в Колумбийском университете над физическими основами биологических эффектов радиации, однако в процессе работы глубоко заинтересовался природой самих элементарных процессов, протекающих при воздействии излучения на атомы и молекулы. В 1946 году он принял предложение перейти в Национальное бюро стандартов в Вашингтоне, где продолжал работать до 1966 года. Через несколько месяцев после переезда у него родилась вторая дочь, Вирджиния. В 1948 году Фано и его жена впервые вернулись в Италию, впоследствии они регулярно посещали на родину. В 1950-е годы вышло две книги его авторства: первая, написанная совместно с женой Лиллой, также физиком по образованию и учителем по профессии, была посвящена педагогически правильному изложению основ атомной физики; в другой, написанной с Джулио Рака, излагалась теория групп для углового момента и методы её использования в физике атомных и ядерных столкновений. Эта монография стала, в свою очередь, основой для книги, вышедшей в 1996 году за авторством Фано и его ученика Рави Рау (Ravi Rau) и посвящённой симметрии в квантовой физике.
В 1966 году было принято решение о переводе Национального бюро стандартов в Гейтерсберг (штат Мэриленд), однако Фано не пожелал туда переезжать и принял приглашение Чикагского университета, где работал до 2000 года. В 1972—1974 годах он возглавлял физический факультет, а в 1982 году получил звание почётного профессора (Professor Emeritus). В университете он руководил большим числом студентов и аспирантов, со многими из которых продолжал сотрудничество и после их перехода в другие организации. Фано активно занимался общественной деятельностью: работал консультантом Международной комиссии по радиационным единицам и измерениям и Национального совета по радиационной защите и измерениям, привлекал внимание научного сообщества к радиационной биологии, необходимости строительства источников синхротронного излучения и повышения качества научной коммуникации. В 1990—1995 годах он выполнял обязанности помощника редактора журнала Reviews of Modern Physics. Уго Фано скончался в Чикаго в результате осложнений, связанных с болезнью Альцгеймера.

## Научная деятельность
Первая важная работа Фано, выполненная под руководством Ферми в 1935 году, касалась интерпретации формы некоторых спектральных линий благородных газов, наблюдавшихся в спектральном континууме Гансом Бойтлером (Hans Beutler) и называемых сейчас линиями Бойтлера — Фано (похожие идеи ещё в 1931 году высказывал Этторе Майорана, который рассмотрел процесс безызлучательного распада двухэлектронного возбуждения, приводящий к ионизации атома). В 1961 году Фано вернулся к общей проблеме формы линий, соответствующих возбуждению высокоэнергетических состояний, и ввёл параметр асимметрии линии. Эта идея была использована им два года спустя для объяснения странных спектральных линий гелия, наблюдавшихся при его облучении синхротронным излучением, за счёт возбуждения сразу двух электронов в квазидискретные состояния, лежащие в континууме. Идея асимметричного резонанса Фано, возникающего за счёт интерференции континуума и дискретного состояния, оказалась чрезвычайно плодотворной не только в атомной физике, но и в физике конденсированного состояния, физике квантовых точек, оптике; аналогичное явление «резонанса формы» (shape resonance) известно в ядерной физике.
Изучение дважды возбуждённых состояний привело Фано к идее коллективных квантовых чисел и координат (например, гиперсферических), которые оказываются более адекватными для описания систем скоррелированных частиц, чем координаты и квантовые числа отдельных электронов. Развитие этого подхода оказалось очень своевременным, поскольку именно в 1960-е годы стала активно исследоваться наименее изученная область между ближним ультрафиолетом и рентгеновскими частотами, куда попадают спектры многократно возбуждённых атомов и молекул, а процессы одновременного возбуждения нескольких электронов дают качественно иную картину, нежели возбуждение лишь одного электрона. Позже эта методика применялась Фано и его сотрудниками к анализу воздействия электрического и магнитного полей на сильно возбуждённые ридберговские состояния атомов.
В 1947 году Фано ввёл показатель, известный как фактор Фано, определяющий отклонения от средней эффективности ионизации, которая вызывается в среде излучением, а в 1954 году совместно с Л. Спенсером (L. Spencer) проанализировал энергетический спектр при замедлении быстрых электронов в среде. Он также установил теорему Фано о том, что поток вторичных частиц не зависит от вариаций плотности в объёме, заполненном первичным излучением. Этот факт играет важную роль в дозиметрии и использовался в Национальном бюро стандартов для расчёта параметров торможения частиц в различных средах.
В 1957 году Фано внёс значительный вклад в популяризацию концепции матриц плотности и операторных представлений (уравнение Лиувилля) в атомной и молекулярной физике, продемонстрировав мощь этих подходов. В 1965 году совместно с У. Лихтеном (W. Lichten) он дал объяснение процессам перехода кинетической энергии сталкивающихся атомов в энергию возбуждения электронов (механизм Фано — Лихтена). Этот механизм имеет большое значение для теории химических превращений. В 1969 году Фано предсказал спиновую поляризацию электронов, испускаемых атомами под действием света с круговой поляризацией. Это явление, получившее название эффекта Фано, используется при исследовании структуры различных материалов с помощью поляризованных электронов. Среди тех направлений, которыми Фано с учениками занимался во время работы в Чикаго, выделяются теория квантового дефекта, ставшая в результате их деятельности мощным подходом к анализу сложных спектров, и теория углового распределения электронов, рассеиваемых на различных объектах.
Работая в группе Демереца, Фано изучал воздействие рентгеновского излучения на яйца мух-дрозофил. Под влиянием работ Дельбрюка с бактериофагами, он также занялся этой темой, итогом чего стало открытие устойчивых к вирусам мутантов кишечной палочки. Опыт работы в области радиобиологии привёл Фано к осознанию недостаточности чисто статистической теории мишеней (target theory) для описания воздействия радиации на биологические объекты и необходимости заняться детальным изучением атомно-молекулярных процессов, происходящих при попадании энергичной заряженной частицы в среду. Среди результатов, полученных учёным в этом направлении, выяснение причин, по которым некоторые вещества способны увеличивать или уменьшать радиационные повреждения, и определение времени, необходимого клетке для восстановления после повреждения.

## Награды и членства
- Премия Рокфеллера за общественную деятельность (Rockefeller Public Service Award, 1956)[6]
- Золотая медаль Министерства торговли США (Gold Medal of the Department of Commerce for Exceptional Service, 1957)[6]
- Премия Стрэттона Национального бюро стандартов (Stratton Award, 1963)[6]
- Премия Дэвиссона и Джермера (Davisson-Germer Prize, 1976)[6]
- Премия Энрико Ферми (1995)[6]
- Почётный доктор наук Университета Квинс в Белфасте (1978) и Университета Пьера и Марии Кюри в Париже (1979)[6]
- Иностранный член Национальной академии деи Линчеи (1993) и Лондонского королевского общества (1995), член Американского физического общества (1940) и Американской академии искусств и наук (1976)[6]

## Публикации

### Книги
- Fano U., Fano L. Basic physics of atoms and molecules. — NY: Wiley, 1959.
- Fano U., Racah G. Irreducible tensorial sets. — NY: Academic Press, 1959.
- Фано У., Спенсер Л., Бергер М. Перенос гамма-излучения. — М.: Госатомиздат, 1963.
- Fano U., Fano L. Physics of atoms and molecules: An Introduction to the structure of matter. — Chicago: Chicago University Press, 1972. Перевод: У. Фано, Л. Фано. Физика атомов и молекул. — М.: Наука, 1980.
- Fano U., Rau A.R.P. Atomic collisions and spectra. — NY: Academic Press, 1986.
- Fano U., Rau A.R.P. Symmetries in quantum physics. — NY: Academic Press, 1996.

### Основные статьи
- Fano U. Sullo spettro di assorbimento dei gas nobili presso il limite dello spettro d'arco // Nuovo Cimento. — 1935. — Vol. 12. — P. 154—161. — arXiv:cond-mat/0502210.
- Demerec M., Fano U. Mechanism of the Origin of X-Ray Induced Notch Deficiencies in Drosophila Melanogaster // PNAS. — 1941. — Vol. 27. — P. 24—31.
- Fano U. Ionization Yield of Radiations. II. The Fluctuations of the Number of Ions // Phys. Rev. — 1947. — Vol. 72. — P. 26—29.
- Spencer L.V., Fano U. Energy Spectrum Resulting from Electron Slowing Down // Phys. Rev. — 1954. — Vol. 93. — P. 1172—1181.
- Fano U. Description of States in Quantum Mechanics by Density Matrix and Operator Techniques // Rev. Mod. Phys. — 1957. — Vol. 29. — P. 74—93.
- Fano U. Effects of configuration interaction on intensities and phase shifts // Phys. Rev. — 1961. — Vol. 124. — P. 1866—1878.
- Fano U. Pressure Broadening as a Prototype of Relaxation // Phys. Rev. — 1963. — Vol. 131. — P. 259—268.
- Cooper J.W., Fano U., Prats F. Classification of Two-Electron Excitation Levels of Helium // Phys. Rev. Lett. — 1963. — Vol. 10. — P. 518—521.
- Fano U., Lichten W. Interpretation of Ar+-Ar Collisions at 50 KeV // Phys. Rev. Lett. — 1965. — Vol. 14. — P. 627—629.
- Fano U., Cooper J.W. Line Profiles in the Far-uv Absorption Spectra of the Rare Gases // Phys. Rev. — 1965. — Vol. 137. — P. A1364—A1379.
- Fano U., Cooper J.W. Spectral Distribution of Atomic Oscillator Strengths // Rev. Mod. Phys. — 1968. — Vol. 40. — P. 441—507. Перевод: У. Фано, Дж. Купер. Спектральные распределения сил осцилляторов в атомах. — М.: Наука, 1972.
- Fano U. Spin Orientation of Photoelectrons Ejected by Circularly Polarized Light // Phys. Rev. — 1969. — Vol. 178. — P. 131—136.
- Fano U. Quantum Defect Theory of l Uncoupling in H{\displaystyle _{2}} as an Example of Channel-Interaction Treatment // Phys. Rev. A. — 1970. — Vol. 2. — P. 353—365.
- Chang E.S., Fano U. Theory of Electron-Molecule Collisions by Frame Transformations // Phys. Rev. A. — 1972. — Vol. 6. — P. 173—185.
- Fano U., Dill D. Angular Momentum Transfer in the Theory of Angular Distributions // Phys. Rev. A. — 1972. — Vol. 6. — P. 185—192.
- Fano U., Macek J.H. Impact Excitation and Polarization of the Emitted Light // Rev. Mod. Phys. — 1973. — Vol. 45. — P. 553—573.
- Greene C., Fano U., Strinati G. General form of the quantum-defect theory // Phys. Rev. A. — 1979. — Vol. 19. — P. 1485—1509.
- Fano U. Correlations of two excited electrons // Rep. Prog. Phys. — 1983. — Vol. 46. — P. 97—165.